# Chuck Dixon
Charles "Chuck" Dixon (nacido el 14 de abril de 1954 en Estados Unidos) es un veterano guionista de cómics muy conocido por su trabajo en los títulos de Batman durante los años 1990. Habitualmente trabaja con el dibujante Graham Nolan.

## Su trabajo
Desde 1985, Dixon escribe cómics con regularidad para diversas editoriales. Entre sus trabajos, llaman la atención los de temática "militar" y, en especial, las diversas colecciones relacionadas con Batman. En efecto, gran parte de su producción artística está vinculada directa o indirectamente con este personaje. 
Dixon ha escrito la serie regular de Batman y ha coescrito las series limitadas Robin: Año Uno y Batgirl: Año Uno. Pero, sobre todo, lanzó y escribió durante años en forma ininterrumpida tres series regulares derivadas del Hombre Murciélago: Robin, Birds of Prey y Nightwing. 
En 2002 se separa del Batman luego de firmar un contrato de exclusividad con CrossGen Comics. De sus trabajos para CrossGen se destacan el lanzamiento de la serie Brath (un cómic sobre bárbaros) y El Cazador (sobre piratas).
En 2017 empieza su colaboración con la editorial italiana Bonelli, escribiendo tres historias del cómic western Tex.
Sin ser un guionista que haya dejado trabajos especialmente notables, Chuck Dixon es capaz de encargarse de varias series a la vez con un nivel medio aceptable, y de unir en una misma colección a personajes muy diferentes dando coherencia a la historia como hizo en Marvel Knights. Su reputación de documentarse a fondo para sus cómics y su constancia en el mercado son prueba de su profesionalidad.

### Marvel Comics
- Alien Legion
- Car Warriors
- Conan The Savage
- Conan The Usurper
- Doom
- Doom: The Emperor Returns
- Dr Light
- Lawdog
- The 'Nam
- Marvel Knights (Marvel Knights 1 a 15 USA). El Castigador manipula a algunas personas calificadas como héroes con poderes para que se enfrenten a amenazas varias en Nueva York. El grupo, unido por conveniencia para, entre otros, detener al propio Castigador incluye a Daredevil, La Viuda Negra, Puñal y Shang Chi más tarde se unirán El Caballero Luna y Luke Cage. Se darán apariciones de Capa, Los 4 Fantásticos y el doctor Extraño. El número 6 formó parte del crossover Maximum Security (2000 - 2001).
- Moon Knight
- The Punisher
- Punisher War Journal
- Punisher War Zone
- Savage Tales (volumen 2)

### CrossGen Comics
- American Power (cancelado antes de su distribución)
- Archard's Agents
- Brath
- Crux
- El Cazador
- Sigil
- The Silken Ghost
- Way of the Rat

### Dark Horse Comics
- Aliens: "Pig"
- Batman versus Predator III: Blood Ties
- General Grievous
- Superman/Aliens 2: God War

### DC Comics
- Action Comics 771
- Batgirl
- Batgirl: Year One
- Batman
- Batman: Bane of the Demon
- Batman: GCPD
- Batman: Leatherwing
- Birds of Prey
- Catwoman (volumen 1)
- The Conjurors
- Connor Hawke: Dragon's Blood
- Detective Comics
- Green Arrow (volumen 2)
- Joker: Devil's Advocate
- Nightwing
- Nightwing: Year One
- Psyba-rats
- Robin
- Robin (serie limitada)
- Robin II (serie limitada)
- Robin III (serie limitada)
- Robin: Year One
- Rush City

### Eclipse Comics
- Airboy
- Alien Encounters
- The Hobbit
- Radio Boy
- Skywolf
- Swords of Texas
- Tales of Terror
- Valkyrie
- Winterworld

### First Comics
- Evangeline 

### Moonstone Books
- Kolchak the Night Stalker
- The Phantom N° 9 y 10
- The Phantom Annual N° 1
- Wyatt Earp

### Wildstorm Productions
- Claw: The Unconquered
- Grifter/Midnighter
- Nightmare on Elm Street
- Snakes on a Plane
- Team 7
- Team Zero
- Storming Paradise

### Bongo Comics
- Simpsons Comics #42, 50, 65, 77, 92, 96, 99, 108, 115-116, 125, 131-133, 137, 140, 142-145, 147, 151, 153, 158-159, 164, 169, 173, 176-177, 181, 192, 195, 199, 205 (1999-2013)
- Simpsons Comics Presents Bart Simpson #8, 25, 34, 41 (2002-2008)
- The Simpsons Winter Wingding #2, 4 (2007-2009)
- The Simpsons' Treehouse of Horror #4 (1998)

### Sergio Bonelli Editore
- Tex Magazine #2 (2017)
- Tex Romanzi a fumetti #8 (2018)
- Tex Color #14 (2018)

## Curiosidades
Se da la casualidad de que en CrossGen también trabajan varios autores con los que Dixon ha colaborado a lo largo de su carrera. Entre ellos se destacan los dibujantes Greg Land (Sojourn) y Butch Guice (Ruse), que habían dibujado la serie Birds of Prey.